# Columbia Data Products MPC
Columbia Data Products MPC (MPC) је био професионални рачунар фирме Columbia Data Products који је почео да се производи у Сједињеним Америчким Државама од 1982. године.
Користио је Intel 8088 као микропроцесор. RAM меморија рачунара је имала капацитет од 128 KB до 1 MB. 
Као оперативни систем кориштен је MS-DOS, CP/M-86, MP/M-86, OASIS, XENIX.

## Детаљни подаци
Детаљнији подаци о рачунару MPC су дати у табели испод.
|                       |                                                                       |
| [ 1 ]                 |                                                                       |
| Произвођач            |                                                                       |
| Тип                   | професионални рачунар                                                 |
| Меморија              | 128 до 1 MB                                                           |
| Поријекло             | Сједињене Америчке Државе                                             |
| Година                | 1982                                                                  |
| Тастатура             | Пуни помак, 86 тастера са функцијским тастерима + нумеричка тастатура |
| Процесор              |                                                                       |
| Фреквенција процесора | 4,77 .                                                                |
| RAM                   | 128 до 1 MB                                                           |
| ROM                   | непознато                                                             |
| Текст                 | 40 или 80 стубова x 24 линије (MDA или CGA модови)                    |
| Графика               | 320 или 640 x 200 тачака (CGA мод)                                    |
| Боја                  | 16                                                                    |
| Звук                  | мали звучник                                                          |
| Димензије             | 34 (ширина) x 25 (дубина) x 4 (висина) .                              |
| Портови               |                                                                       |
| Оперативни систем     |                                                                       |